# Súlytalan
A Súlytalan a Honeybeast negyedik stúdióalbuma, ami 2017. március 20-án jelent meg a Gold Record gondozásában.

## Számlista
Zene és szöveg: Bencsik-Kovács Zoltán
1. Védtelen – 3:53
2. Így játszom – 3:21
3. Para – 3:49
4. Szó leszek – 3:34
5. Csillagász – 3:26
6. Betlehem – 3:00
7. Halleluja – 3:49
8. Gyönyörűm – 3:21
9. Kösz – 2:58
10. Súlytalan – 3:59

## Közreműködők
- Tarján Zsófia Rebeka – ének, vokálok
- Bencsik-Kovács Zoltán – billentyűs hangszerek, gitárok, vokál, hangszerelés
- Lázár Tibor – basszusgitár
- Kovács Tamás – dobok
- Tatár Árpád – gitárok
- Kővágó Zsolt – billentyűs hangszerek

Vendégzenészek
- Bujtor Balázs – hegedű
- Jobbágy Boglárka – hegedű
- Kanyurszky Péter – hegedű
- Vári Gábor – vokál
- Markelity Boján "Bobó" – vokál

## Produckió
A felvételek a Honeybeast stúdióban valamint a Miracle Sound Stúdióban készültek.
- Felvétel, keverés, mastering: Vári Gábor
- Producer: Molnár Gábor
- Art Director, grafikai tervezés: Tarján Zsófia Rebeka
- Fotók: Höltzl Gergely
- Modell: Sozi Nduttu